# 井坂健一郎
井坂 健一郎（いさか けんいちろう、1966年 - ）は、日本の美術家。

## 経歴
- 1966年、愛知県稲沢市出身。
- 愛知県立旭丘高等学校（美術科）、東京藝術大学美術学部（絵画科油画専攻）を経て、筑波大学大学院修士課程（芸術研究科美術専攻）修了。筑波大学大学院博士課程（芸術学研究科芸術学専攻）単位取得。
- 東京藝術大学在学中より、河合塾美術研究所名古屋校（油絵科）講師を務める。
- 1999年に山梨大学教育人間科学部の講師として着任。教員活動の傍ら、自らの作品制作と発表を国内外にて行う。
- 2001年山梨大学助教授。
- 2007年国立大学法人山梨大学准教授。
- 2012年国立大学法人山梨大学大学院准教授。
- 2014年国立大学法人山梨大学大学院 教授（総合研究部 教育人間科学域 人間科学系）。
- 2016年国立大学法人山梨大学大学院教授（総合研究部教育学域人間科学系）。
- 2021年国立大学法人山梨大学教育学部附属特別支援学校校長（兼務）。

その他に、立教大学、名古屋芸術大学、名古屋造形大学、都留文科大学 等の兼任講師、招待講師、非常勤講師。東京藝術大学 研究アドバイザー。武蔵野美術大学 共同研究員。倉敷芸術科学大学 就業力育成評価委員会 委員長を歴任。
近年では建築も手掛け、一般社団法人 白川学館の多目的ホール（祝殿）建設に際し、そのトータルデザインを担当した（2012年8月11日竣工）。
東日本大震災から丸2年になる2013年には、宮城県仙台市にある聖和学園高等学校内に、被災者への慰霊モニュメント「華心鏡」（かしんきょう）を制作し設置した。
病院、医院、レストラン、バー、ヒーリングサロン等、さまざまな施設でのアートによるトータルコーディネートも手がけている。
2018年に発表した「たまゆら-1822」は、「日本で発表されているアート400選」として、『月刊ギャラリー』2018年9月号（p.130）に掲載された。
2020年の『月刊ギャラリー』3月号にて、連載ページ「美術の駅」に広範な作家活動が特集された。「美術家・井坂健一郎　広範な活動を貫く、認識への問い」（pp.84-85）。
また、この「美術の駅」はYouTube連動企画として、2020年3月15日に「Monthly Gallery Art Movie Vol.29 井坂健一郎」として配信（YouTube チャンネル）。
2020年7月31日には、初の単著『真美識の発見　虚実の間へ』(和器出版)を電子書籍にて発売した。
2021年より「動くゴッホ展」の監修者となる。同年「やまなしメディア芸術アワード」の審査員を務める。
2022年5月23日から6月10日にかけてギャラリー上田（東京）にて開催した個展「うたかた」は、『月刊ギャラリー 2022 vol.6』「展覧会とアーティスト 5　虚像と実像を混在させ、関係を曖昧にする」p.38、『月刊美術 5月号』銀座で繋がる美の歴史「GINZA 画廊の夜会 2022 近代・美術 まず銀座から」を見に行こう!!  p.58、『美術手帖 Web版』「EXHIBITIONS  井坂健一郎 展『うたかた』」等、多方面で大きく取り上げられ高い評価を得た。

## 受賞歴
- Prix Special（1999年、2000年 コンテンポラリーアート協会）
- 讀賣新聞 ベスト クリエイターズ（2003年 讀賣新聞社）
- 公益信託 大木記念美術作家助成基金（2010年）
- 平成26年度 山梨大学優秀教員奨励制度「表彰」（2015年）
- 令和元年度 山梨大学永年勤続者表彰（2019年）
- 第23回 日本アートマネジメント学会「学会賞」（2021年）

## 主な個展
- 1993年　井坂健一郎“a privy chamber”（かねこ・あーとギャラリー, 東京）
- 1996年　井坂健一郎“Premonition”（かねこ・あーとギャラリー, 東京）
- 2000年　井坂健一郎“ANOTHER FACE”（秋山画廊, 東京）
- 2002年　井坂健一郎“カタルシス”（ペッパーズギャラリー, 東京）
- 2007年　井坂健一郎“ALLUSION-闇の中で”（秋山画廊, 東京）
- 2009年　井坂健一郎“ANOTHER FACE”（ギャルリー志門, 東京）
- 2009年  井坂健一郎“朝の音”（ギャラリー ザ ギャラクシー, 山梨）
- 2009年  井坂健一郎“夜の虹”（三彩洞, 山梨）
- 2010年　井坂健一郎展“風が散らした時間（とき）”（銀座三越, 東京）
- 2010年　井坂健一郎展“光がにじむ時間（とき）”（ギャルリー志門, 東京）
- 2011年　キュレーターズ・アイ 井坂健一郎展“Zero Point Field”「零外零」（山梨県立美術館, 山梨）
- 2011年　井坂健一郎展“Zero Point Field”「零外零」（銀座三越, 東京）
- 2011年　井坂健一郎“LABYRINTH-Green Mist”（Gallery Nakamura, 山梨）
- 2012年　井坂健一郎“永遠の今があるばかり”（Gallery Nakamura, 山梨）
- 2013年　井坂健一郎展“ANOTHER WORLD”（銀座かわうそ画廊, 東京）
- 2014年　井坂健一郎“Revelation-ゆらぐ時間（とき）”（ギャルリー志門, 東京）
- 2015年　井坂健一郎展“水と風がさわぐ時”（銀座かわうそ画廊, 東京）
- 2016年　井坂健一郎展“空（くう）に結ばれる”（銀座かわうそ画廊, 東京）
- 2017年　井坂健一郎展“間（あわい）にたゆたう”（ギャルリー志門, 東京）
- 2018年　井坂健一郎展“玉響（たまゆら）のかをり”（伊勢丹新宿店 アートギャラリー, 東京）
- 2019年　井坂健一郎展“風がたずねてくる”（伊勢丹新宿店 アートギャラリー, 東京）
- 2020年　井坂健一郎展“いつか風になる”（伊勢丹新宿店 アートギャラリー, 東京）（三彩洞, 山梨）（Coherent Gallery, 大阪）
- 2021年　井坂健一郎展“うたかた 〜 光に誘われて”（岡島百貨店 岡島ギャラリー, 山梨）
- 2022年　井坂健一郎展“うたかた”（ギャラリー上田, 東京）

## 主なグループ展
- 1988年　平行絵画 ’88（クッペルラウム, ハンブルク）
- 1989年　JAPAN ART TODAY ’89（ルシア・ギャラリー, ニューヨーク）
- 1990年　アート・フェスティバル MITO 10月展（水戸芸術館, 茨城）
- 1992年　第24回 APAビエンナーレ ’92（シブヤ西武 Bフォーラム, 東京）
- 1995年　ながさき・水の波紋（長崎大学構内, 長崎）
- 2003年　鏡像として（ウエストベスギャラリーコヅカ, 名古屋）
- 2003年　第8回 旺山開天國際文化藝術祭（旺山造形研究所, 江陵〈大韓民国〉）
- 2004年　6th Art International Zurich（Kongresshaus, チューリッヒ）
- 2006年　進化する芸術家たち展（アートガイア河口湖ミュージアム, 山梨）
- 2007年　鏡像として 2007（ヴォイス・ギャラリー w, 京都）
- 2008年　中国・韓国・日本 現代美術交流展（清華大学美術学院美術館, 北京）
- 2009年　アートクロッシング2009にいがた「西区DEアート」（新潟市西区）
- 2010年　文化庁主催：街のアート展「蘇生する空間」（旧JRビル, 山梨）
- 2010年　2010 SPRING三越美術逸品会（ホテルニューオータニ 鶴の間, 東京）
- 2011年　第8回 未来からのツール展（サロン ド オーラム, 東京）
- 2012年　日韓交流 韓日・現代美術展2012（済州島 国際芸術センター,〈大韓民国〉）
- 2012年　第10回 釜山国際環境芸術祭 BIEAF-2012（乙淑島 文化会館, 釜山〈大韓民国〉）
- 2013年　やまなしアートミーティング 2013（山交百貨店 催事場, 山梨）
- 2013年　SNIFF OUT 2013「銀座昶ギャラリーブース」（インテックス大阪, 大阪）
- 2015年　モンゴル・日本交流美術展（Sant Asar Art Gallery, ウランバートル）
- 2015年　被爆70年を考える現代美術展 RING ART P&L 2015（長崎ブリックホールギャラリー, 長崎）
- 2016年　う・つ・ろ・ひ-真行草（元麻布ギャラリー甲府, 山梨）
- 2016年　検証・再考・変貌-協働によるインスタレーション空間の創出（元麻布ギャラリー甲府, 山梨）
- 2017年　Cross Point（ギャラリイK, 東京）
- 2019年　NEXT WAVE ーSELECTED by ISETAN ART GALLERYー（伊勢丹新宿店 アートギャラリー, 東京）
- 2019年　ちょっと つよく ゆれる（ギャラリイK, 東京）
- 2020年　ちょっと つよく ゆれる II（ギャラリイK, 東京）
- 2021年　みらいレンズ（ギャラリー ザ ギャラクシー, 山梨）
- 2022年　ちょっと つよく ゆれる III（ギャラリイK, 東京）